# Maserati в автоспорте
Maserati Corse — итальянская автогоночная команда, представляющая собой подразделение автомобильной компании Maserati. Команда выступала во множестве соревнований, главным образом в кольцевых гонках, включая Формулу-1, чемпионат FIA GT, организовывала монокубок Trofeo Maserati на автомобилях Maserati GranTurismo MC Stradale.

## История
В 1926 году при финансовой поддержке Диато братья основали компанию Maserati. Компания начала выпускать автомобили с 4-, 6-, 8- и 16-цилиндровыми двигателями. Один из первых Maserati, управляемый Альфьери, победил в 1926 году в Targa Florio.
В 1937 году оставшиеся братья продали компанию Maserati семье Орси, которая в 1940 году перенесла штаб-квартиру компании в родной город Модена, где она и находится до настоящего времени. Семья Орси сделала ставку на выпуск исключительно спортивных автомобилей. Братья продолжили работать в компании, выполняя роль инженеров на основании десятилетнего контракта.
Известный аргентинский пилот Хуан Мануэль Фанхио в 1950-х годах участвовал в гонках на автомобилях Maserati и в 1957 году на автомобиле Maserati 250F одержал победу в чемпионате Мира по автогонкам в классе Формула 1. В 1957 году компания Maserati отказалась от участия в соревнованиях между производителями автомобилей после несчастного случая Guidizzolo, но продолжила строить гоночные автомобили для отдельных заказчиков, желающих принимать участие в гонках от собственного лица и не будучи поддерживаемыми ни одной из автомобильных компаний.

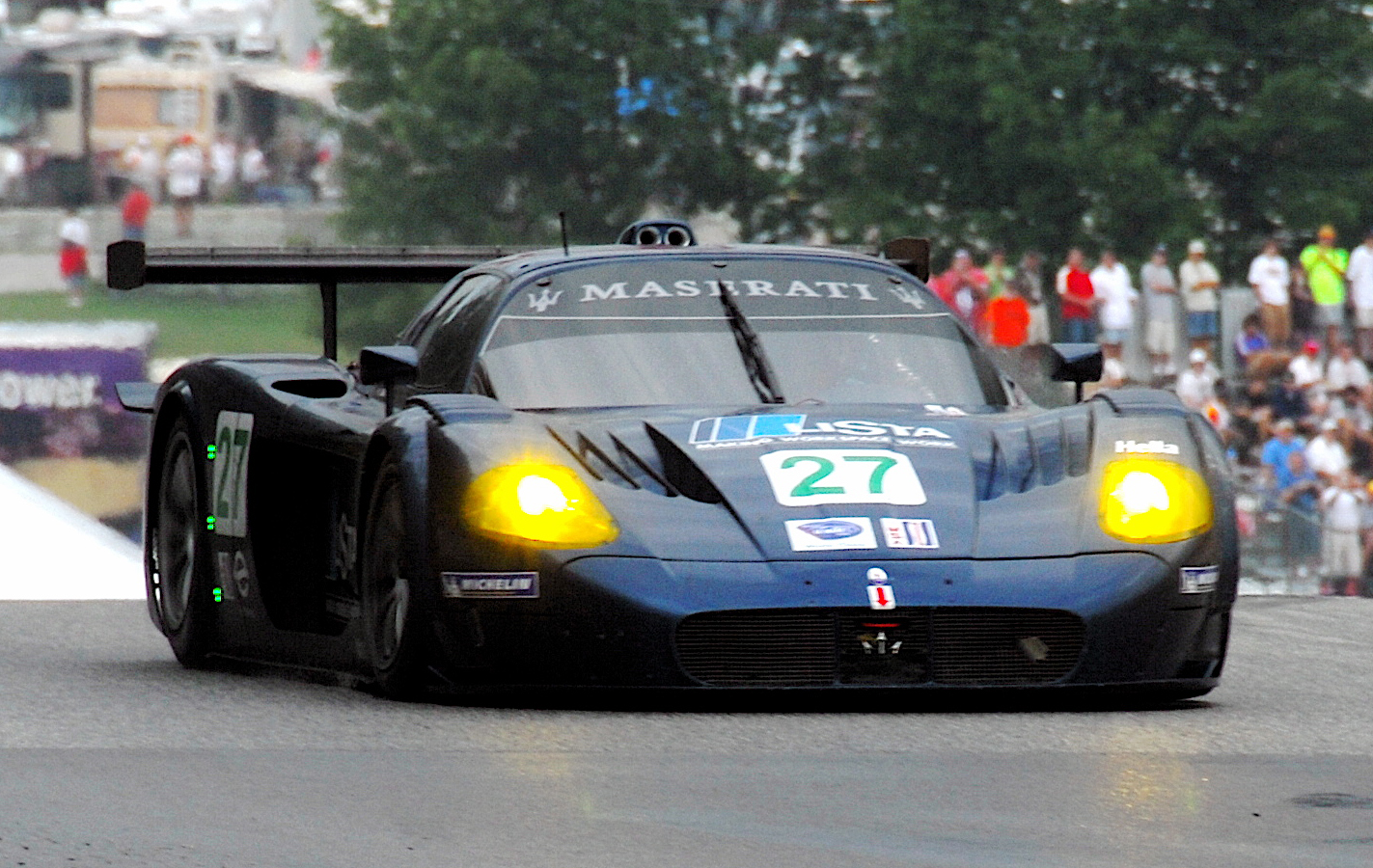
Maserati MC12

В 2004 году компания Maserati, спустя 37 летний перерыв, снова вернулась в автогонки. Дебютантом новой гоночной программы стал новый Maserati MC12. Автомобиль вышел в производство в 2004 году (было выпущено 30 автомобилей, 5 из которых не для продажи). Ещё 25 автомобилей было выпущено в 2005 году, что суммарно дало 50 автомобилей для продажи. Maserati MC12 был спроектирован и собран на базе Ferrari Enzo, но получился длиннее, шире, выше, с более острым носом и более гладкими линиями чем Ferrari Enzo. Максимальная скорость MC12 составила 330 км/ч.